# انتخابات مجلس الأمة الكويتي (فبراير 2012)
انتخابات مجلس الأمة الكويتي 2012 هي الانتخابات البرلمانية الخامسة عشر في تاريخ الكويت. و أجريت الانتخابات في يوم الخميس 2 فبراير 2012. وكان أمير الكويت الشيخ صباح الأحمد الجابر الصباح قد أصدر مرسوما بحل مجلس الأمة في 6 ديسمبر 2011 وفق المادة 107 من الدستور وبين المرسوم سبب الحل حيث نص:
«ازاء ما آلت اليه الامور وادت إلى تعثر مسيرة الانجاز وتهديد المصالح العليا للبلاد مما يستوجب العودة إلى الامة لاختيار ممثليها لتجاوز العقبات القائمة وتحقيق المصلحة الوطنية.»
بلغت نسبة التصويت حوالي 59.5% من إجمالي الناخبين أي 238,308 مقترع من أصل 400,296 ناخب.

## الخلفية
جاء حل مجلس الأمة والدعوة لانتخابات مبكرة نتيجة التصعيد السياسي الذي شهدته الكويت، شهد الفصل التشريعي الثالث عشر تقديم سلسلة من الاستجوابات، وبلغ عددها 16 استجواباً خلال الفصل التشريعي، ستة منها كانت موجهة لرئيس الوزراء. كما تم تقديم طلبي عدم تعاون مع رئيس الوزراء في نفس الفترة. في نوفمبر 2011. ففي 16 نوفمبر 2011 أقيمت سلسلة من الاحتجاجات تندد برئيس الوزراء أمام مجلس الأمة إثر فضيحة الرشاوي والمال السياسي، وتلى هذه المظاهرة اقتحام مبنى مجلس الأمة من قبل بعض المحتجين والنواب فيما عرف لاحقاً بالأربعاء الأسود. وتلى هذه الاحتجاج تصعيد سياسي حتى قدم رئيس مجلس الوزراء استقالته يوم 28 نوفمبر 2011، وعين الشيخ جابر المبارك الصباح رئيساً للوزراء وأدى القسم الدستوري أمام أمير الكويت في 4 ديسمبر 2011. وفي 6 ديسمبر 2011 قام أمير الكويت الشيخ صباح الأحمد الصباح بحل المجلس والدعوة لانتخابات مبكرة. صدر مرسوم دعوة الناخبين بتاريخ 19 ديسمبر 2011 على أن يفتح باب تسجيل المرشحين لمدة 10 أيام. تقدم بطلب الترشيح 398 مرشح، منهم 29 مرشحة لانتخابات مجلس الأمة.

## المرشحون حسب الدوائر
| الدائرة | المرشحين | المتنازلون | صافي المرشحين | الناخبين الذكور | الناخبات الإناث | مجموع الناخبين |
| ------- | -------- | ---------- | ------------- | --------------- | --------------- | -------------- |
| الأولى  | 80       | 17         | 62 *          | 32796           | 38350           | 71146          |
| الثانية | 80       | 19         | 61            | 21396           | 24004           | 45400          |
| الثالثة | 84       | 16         | 67 *          | 30240           | 36823           | 67063          |
| الرابعة | 76       | 27         | 49            | 45767           | 57513           | 103280         |
| الخامسة | 78       | 29         | 47 *          | 54797           | 58610           | 113407         |
| المجموع | 398      | 108        | 286           | 184996          | 215300          | 400296         |

* بلغ عدد المرشحين المشطوبين أربعة مرشحين من بينهم مرشحان في الدائرة الخامسة ومرشح في الدائرة الأولى وآخر في الدائرة الثالثة.

## أسماء المرشحين حسب الدوائر

### الدائرة الأولى
| - إبراهيم حسين غلوم على القطان - إبراهيم محمد حسين محمد قاسم بهبهانى - أحمد بدر احمد حسين ملك - أحمد حاجي علي عبد الله لاري - أحمد محمد على محمد عبيد - أسامة عيسى ماجد صالح الشاهين - أنور براك فهد عبد الله الداهوم العازمي - أنور شبيب سعد الشريعان - أياد سعدون صالح محمد المطوع - جاسم حمود مطلق عبد الله الجريد - جليل إبراهيم حاجي عبد الرحمن الطباخ - حسن طاهر محمد حسن العطار - حسن عبد الله أحمد جوهر - حسين على احمد محمد عبد الكريم - حسين على خلف الفراج - حسين علي السيد خليفه حسين القلاف البحراني - حسين غلوم محمد حسن جمال - خالد حسين عبد علي عبد الرحيم الشطي - خالد عبد الله احمد محمدصالح الفودرى - خالد عجيل طرقي شعيب العنزي - خالد يعقوب يوسف محمد الدعيج - رجب على رجب حسن - سامى حزام القفيلى سليمان عوض المطيرى - سامى يوسف عبد الله صالح المنيع - سعود عبد العزيز محمد سعدسالم العميرى - سليمان عبد الله سليمان الفاضل | - صاحب صالح حسين على عبد الله خاجه - صالح أحمد حسن عاشور - صباح حسن محمد رضا المؤمن - صلاح عبد الرضا عبد الله خورشيد - طارق امير حسين على حسين العطار - عادل جاسم عبد الله محمد الدمخى - عادل يوسف يعقوب يوسف الزيد - عبد الحميد عباس حسين دشتى - عبد العزيز عبد الله مراد راشد محمد الخلف - عبد العزيز محمد جمشير علي جمشير - عبد العزيز يوسف احمد محمد الراشد - عبد الله سعود سعد المحيلبى العازمى - عبد الله مجعد فارع مطرسهل المطيرى - عبد الله محمد عبد الرحمن عبد المحسن الطريجي - عبد الله محمد غلوم غريب - عبد الله يوسف عبد الرحمن يوسف الرومي - عبد الواحد محمد شعبان حبيب محمد خلفان - عدنان سيد عبد الصمد أحمد سيد زاهد - عدنان محمد صالح شمس الدين محمد صالح - على حسين محمد على طاهر العنزي - على عبد الله على حسين جمال - عماد جاسم محمد عبد اللطيف بوحمره - عواطف عبد المجيد خاطر يعقوب عبد الله الماجد - عيد صقر مبارك سويد الهيم - عيسى احمد محمد حسن الكندرى - عيسى حامد جاسم على بوقمبر | - فاضل حمزه عباس خورشيد - فهد عبد العزيز فهد المسعود - فيصل سعود صالح الدويسان - قاسم محمد علي عبد الله الصراف - مبارك سالم مبارك ناصر الحريص - محمد أحمد شهاب أحمد العثمان - محمد جعفر محمد حسين الصايغ - محمد حسن يوسف علي محمد شهاب الكندري - محمد حمد فالح حمدحمود الرشيد - محمد راشد عبد الله الحفيتي - محمد عبد الأمير احمد حسن حماده الحداد - محمد عبد الوهاب عباس خورشيد - محمد مروي ملفي مبارك الهديه - محمود عبد المحسن سلمان على بوحمد - محمود عبد النبي السيد عبدالعالى سيد حسن - محمود محمد على حاجيه - مخلد راشد سعد غريب العازمي - مطر مطلق معلث عطيب العتيبي - معصومه صالح محمد المبارك - نزار جعفر ملا جمعه أحمد - نوره جاسم محمد درويش الدرويش - هاشم سيدحسين سيدعلى سيدهاشم السيدهاشم - هيثم احمد طالب محمد الكندرى - وسمي خالد ناصر الوسمي - وليد أحمد يعقوب يوسف - يوسف عبد الرسول على يوسف بوعباس |

### الدائرة الثانية
| - أحمد حسين حجي رضا فيروز - أحمد حسين محمد إبراهيم الصائغ - أحمد خليف غانم الذايدى العنزي - أحمد عبد الله أحمد جوهر - أحمد محسن عباس حسين الشطي - تهاني جاسم شرهان مجيد كرم - جاسم محمد عبد العزيز صالح المنيع - جمعان ظاهر ماضي الحربش - جواد طاهر حجى عبد الله المطوع - جواد على حمود مكى المتروك - حمد محمد جاسم محمد المطر - حمود عبيد حمود عبيد الهاجري - خالد سلطان بن عيسى - خالده عبد الحي عباس محمد الخضر - خلف دميثير عجاج جازع العنزي - خليل إبراهيم محمد حسين الصالح - دعيج خلف حسن خلف الشمري - دوخى محمد حصبان الفهيد - راشد سلمان محمد الهبيده - رحاب محمد سلطان محمد بورسلي - رشا جعفر محمد حسين الصايغ - رياض احمد محمد صالح العدساني - زيد جلوى فرج دريب العنزي - سعد فلاح فالح حجيلان - سلمان صالح سلمان حسين العطار | - سلوى عبد الله عبد اللطيف الجسار - سمر رشدان محمد الرومى النويعير - شروق عيسى عبد الوهاب عبد الله الرشود - طلال منصور أحمد الخرافي - عادل سفر محمد على عبد الهادي - عادل محمد حمد درباس الزعابي - عادل محمد غلوم إسماعيل الخاجه - عادل مساعد محمد الجارالله الخرافي - عباس عبد الله إسماعيل عبد الله مراد - عبد الحميد عبد الرزاق على عبد الله على دشتي - عبد الرحمن فهد مشاري العنجري - عبد اللطيف عبد الوهاب عبد الرحمن مبارك العميري - عبد الله راشد أحمد عبد الله الهاجري - عبد الله سعود حمد إبراهيم إسماعيل - عبد الله عادل عبد الله سعودالعبدالعزيز الأحمد - عبد الله متعب مسفر مرزوق العراده - عبد الله نجيب عبد الله الملا - عبد الله هدروس راشد جويعان البذالي - عثمان صالح حمد محمد الريش - عدنان إبراهيم طاهر حجي عبد الله المطوع - عروب السيديوسف السيدهاشم السيداحمد الرفاعى - علي فهد راشد علي الراشد - عيسى احمد كرم احمد - فالح خالد سعود فالح العويهان العنزي - فهد صالح ناصر محمد الخنه | - فهد ناصر فهد إبراهيم المطوع - فيصل سبهان إسماعيل صالح - فيصل فيحان ابجاد محسن العتيبى - محمد جاسم الحمد الصقر - محمد سند عبد الله صغير الشمرى - محمد عبد الله خالد عبد الرحمن العبد الجادر - محمد عبد المجيد برغش ادريس - محمد عويد ريحان المطيرى - محمد فليطح بشار الموعد الشمرى - محمد قمبر محمد حاجى عبد الله - محمد معيكل عيد معيكل العجمى - محمود حسين محمد على دشتى - مدغش محمد سعد محمد الهاجري - مرزوق عايض مرزوق فهد البنيان - مرزوق علي محمد ثنيان الغانم - مساعد محمد عبد الله محمد الزامل - مشارى محمد مطلق عبد الرحمن العصيمى - مصطفى يعقوب يوسف بهبهاني - ناصر صالح شعبان العاشور العربيد - ناصر صقر ناصر صقرناصر الجيماز - ناصر يوسف مدوخ الدخيل العبدلى المطيري - نوال محمد إبراهيم عبد الله البخيت - وليد احمد صالح احمد عبد الله البصيري - وليد عوده رومى على الشمري |

### الدائرة الثالثة
| - إبراهيم احمد على حسن الكندري - إبراهيم عبد الرحمن إبراهيم احمد المعود - أحمد عبد العزيز جاسم السعدون - أحمد محمد احمد محمد بودريد - أحمد محمد على إبراهيم البداح - أسيل عبد الرحمن حجي تقي حاجيه العوضي - بدر ناصر عبيد الجيعان - براك فهد براك الصبيح - بهاءالدين ميرزا علي موسى السليمي - جمال بدر عبد اللطيف العبد الجليل - جمال حسين فهد عمر العمر - حامد عبد الرحمن على خليفه العميري - حامد محمد على حسين مقدس - حسين نوح صقر عايض العصيمي - حمد إبراهيم عبد الرحمن عثمان التويجري - خالد إبراهيم مزعل هزاع الصلال - خالد عبد الله احمد عبد الله الياقوت - خالد فهد فراج عبد الله الغانم - خالد محمد فيحان غازى العتيبى - خليل عبد الله علي عبد الله أبل - رائد نايف عيد جابرسهيل المطيرى - روضان عبد العزيز العبد الله الروضان - رولا عبد الله علي حاجيه دشتي - رياض عبد المحسن يعقوب عبد الرحمن الصانع - سعاد فهد صالح حسين الطراروه - سعدون حماد عبيد مزعل بداح العتيبي - سعود عبد الرحمن السمكه | - سعود علي سعود صنيتان العراده - شايع عبد الرحمن أحمد الشايع - شيخه عيسى فهد غانم الغانم - صالح محمد ملاصالح محمد الملا - صفاء عبد الرحمن عبد العزيز سعود الهاشم - طالب شلاش عبد صفوق - عادل على سلطان على الشاهين بن مانع المهيد - عادل عيسى عبد الله صالح اليحيى - عايض سعد عوض لافى العازمى - عبدالأمير حبيب حجي محمد الإبراهيم - عبد الحميد خليفه محمد حمد الشايجى - عبد الرحمن حمد عبد الرحمن حمد العوفان - عبد العزيز عطيه سالم الحمدان - عبد الله غازى عيسى سلمان العطار - عبد الله محمد صالح شمس الدين محمد صالح - عبد الله يوسف إسماعيل صالح - عبد الله يوسف رجب المعيوف - عدنان منصور يوسف مبارك المضاحكه - علي صالح محمد صالح العمير - علي عبد الله خلف السعيد - عمار محمد عمار لبدان العجمي - عيسى حجي موسى - فاخر على السيد خليفه حسين القلاف البحراني - فارح منور حمود عايد الرشيدي - فاضل عبد الكريم غلوم على نصرالله الأطرم - فاطمه عبد الرزاق عبد الرحمن الشايجى - فهد محمد عبد الله محمد المطوع | - فواز جاسم إبراهيم جاسم محمد العلي الشيباني - فيصل حمد إبراهيم عبد الله محمد المزين - فيصل صالح يحيى الصالح اليحيى - فيصل علي عبد الله المسلم العتيبي - لطيفه محمد فهد دوس الصيقل - محمد أحمد طالب غلوم طالب - محمد حجى على حاجيه بوشهري - محمد حسين علي العميري - محمد حسين محمد حسين الدلال - محمد سالم اجويهل محمد الجويهل - محمد عبد الله طامى فرحان المقاطع - مستحب على فهد محمد الشويع - مشعل عبد الله عمر العصفور - ميثم على حسن على حسن دشتى - ناجي عبد الله يوسف عبد الله العبد الهادي - ناصر بدر ناصر دخيل الرندي - نبيل نورى فضل عبد الله الفضل - نبيلة مبارك عبد المحسن العنجري - نعيمه أحمد عبد الله حاي الحاي - هزاع دخيل هزاع ذعار مطلق العتيبى - هشام حسين عبد الله طاهر البغلي - هشام يوسف محمد علي الشايع - وليد عبد الله درويش إسماعيل - وليد محمد جابر عبد الله الناصر - وليد مساعد السيدإبراهيم العبد الرزاق الطبطبائي - يوسف محمد حسين على آرتى - يوسف محمد على إبراهيم البداح |

### الدائرة الرابعة
| - إبراهيم إبراهيم محمد عبد الله المشوطي - أحمد نصار مطلق الشريعان - أسامة احمد حبيب المناور - بدر خليفه سيدمحمد سيدخليفه القلاف - بدر رزقان فريح راشد الرشيدي - بدر سحاب حميدان خليفان المويزري - بدر مبارك سعد سالم البيدان - بريكان مجيدل مكيديد سميان السليماني - ثقل سعد ثقل هركيل العجمي - جاسم محمد سعود صايد أبوكريشه الراجحي - جهز مبارك رجا نايف الرشيدي - حسين علي كاظم علي القلاف - حسين قويعان محمد الشريف المطيري - حمد ليلى سعد محمد التيسى السعيدي - خالد رفاعي محمد الشليمي - خالد فلاح عواد عذاب العنزي - خالد فهيد اديغم حنيان الراجحى الرشيدي - خضير عقله صياد سحيمان العنزي - ذكرى سعود مبارك شريده المجدلي - ذكرى عايد عوض بطي الرشيدي - زيد مزيد جبران الهاملي - زيد راجح طامى فالح المطيرى - سالم مروى متعب خليف الشمري - سعد علي خالد خنفور الرشيدي | - سعود دعيس سعود سالم الراجحي - سلوى محمل ضيف الله منيع المطيري - سناء عيد جابر سهيل المطيري - شعيب شباب قديفان المويزري - صادق حبيب علي حسين الزيدي - صلال محمد خشمان محسن الحربي - ضيف الله فضيل ضيف الله أبورميه - طرقي سعود نهار جديع المطيري - طلال دهيمان عمير عقيل الشمري - عادل عبد الله عبد العزيز عبد الله المسلم - عبد الرحمن فلاح فارس البصمان - عبد اللطيف عباس حبيب المناور - عبد الله راشد عبد الله محمد الفجي - عبد الله سالم فزع عويد الشمري - عبد الله فهاد هندي فهد العنزي - عبد الله مجرش طشه ذيخان الرشيدي - عبد الله هذال ضيدان مخلف المطيري - عبيد محمد عبد الله زيد عبيد المطيري - عسكر عويد عسكر بقان العنزي - علي جابر سالم المخلف الظفيرى - علي سالم الجعيلان الدقباسي - علي هود ياسين مبارك - عمش فهاد سلطان حشر الشمري - عويد محمد عويد ناصر الرشيدي - عيد شامان عايد عيد العضيله المطيري | - عيد ناصر على الشهرى الرشيدى - غنيم مطلق سمره مشعل المطيري - فرز محمد فرز ظمن الديحاني - فلاح على مبارك رجا المصعب - فهد سماوي علوي محمد الضفيري - ماجد موسى عبد الرحمن بطي المطيري - مبارك بنيه متعب فهد الخرينج - مبارك محمد كنيفذ مرزوق الوعلان - مبارك هيف سعد الحجرف - محمد خليفة مفرج الخليفة - محمد سليمان فلاح سعيد الهطلانى - محمد طنا طوارى صحفان العنزى - محمد عبد الهادي صلبوخ وادي الحسيني - محمد مفرج عاصي مفرج المسيلم - محمد هايف سلطان عريج المطيري - مسلم محمد حمد ناصر البراك - مشعل سعود ندا عايد الذايدى العنزى - مشعل مبارك الحمد العيار - مطلق عويد عوض ماجد العنزي - ناصر غويزي العويد الحميدي المطيري - نواف سارى راشد نهار المطيري - نيف سالم حمود مركز العلاطى - هادي صالح دويلان سويد الديحاني - هزاع جويعد معيض عشيبان شديد العازمى - وليد عبد الله درويش إسماعيل |

### الدائرة الخامسة
| - أحمد جدى خالد المطلع العتيبى - أحمد حسن رضا على كرم حسين - أحمد صفر حسين عباس - أحمد ظرمان مفرح خليف العازمي - أحمد عبد الله سعد زايد مطيع العازمي - أسحق خليل عبد الرسول على يتيم - الحميدى بدر الحميدى بدر السبيعي - الصيفي مبارك الصيفي حزام العجمي - أنوار كامل ردن مناع المنيع القحطاني - باسم محمد بن احمد بن محمد الإبراهيم - بدر زايد حمد الداهوم العازمي - بشير عجاب شمروخ عجاب - جمال محمد مناحى خاطر المطيرى - حسن عايض على حمد العجمي - حسن عبد العزيز ذياب على الراشد - حمدان سالم فنيطل حيى العازمي - حمود محمد ناصر أحمد الحمدان - خالد حيدر مرداس مجلي الهزاع - خالد شخير نغيمش شرعان المطيري - خالد محمد على عسكر العجمي - خالد محمد مؤنس راجح العتيبي - خالد مشعان منيخر طاحوس - خلف محمد حسين محمد حسن الفيلكاوي - سالم نملان مدغم مرزوق العازمي - سيدحسين مرتضى سيدحسين سيدعلى أكبر السيدإبراهيم | - صباح عبد الله راجح وايل العتيبي - ضيف الله نهار مسفر نهار العتيبي - طارق جاسم عوده محمد الضفيري - عايض مطر عايض فالح العازمي - عايض نايف عايض معيض العتيبي - عبد الرحيم إبراهيم احمد إبراهيم - عبد الصمد صالح محمد مصبح دشتي - عبد العزيز صباح طاهر حسن - عبد العزيز عامر نوري - عبد اللطيف خضر خليفه عبد اللطيف - عبد الله إبراهيم عبد الله التميمي - عبد الله حشر عايد البرغش - عبد الله حمد إبراهيم ضويان اهذلى العتيبي - عبد الله شجاع غازى صفيان العتيبى - عبد الله على محمود على بن نخي - عبد الله عمر ثقل مثعي العتيبي - عبد المحسن سعد محسن بطى العتيبي - على حسن عايد عاشور الفضلي - على حسين محمد حسن محمد رضا - عمر فهد هديبان عوض الرشيدي - عيد شريم صقر ساير العتيبي - عيد هجاج عياد ماطر العازمى - عيدان عباس عبد العزيز البيجى الخالدي - فريده مجيد حيدر محمد الحمد - فلاح فالح على حزام الميع | - فلاح مطلق هذال مقدن الصواغ العازمي - فهد ناصر رفاعى نايف منصور الدوسري - فيصل بشير مزيد هلال عايض العتيبي - فيصل طلق محمد على حجر العازمي - فيصل محمد أحمد حسن الكندري - فيصل محمل ضيف الله منيع المطيري - قاسم خليل منشد حسن الهندال - ماجد زايد مطلق عطوان العنزي - ماضى محمد فالح على عايد الهاجري - ماضى سعيد مهيلان شيبان الهاجرى - محمد خالد رشيد حجاب الهاجري - محمد صالح محمد فهد الخرينج - محمد عبد الرحمن خالد جاسم المطيري - محمد عبد الله عبيد فرج المطيري - محمد هادي هايف عبد الله الحويله - مناور جمعان عيد محمد الهرير - مناور ذياب نقا القوزانى العازمي - مهدى محمد هادى ذيبان العجمي - ناصر عبد المحسن محمد علي المري - نايف عبد العزيز مرداس العجمي - نهار ثقل نهار مطلق العتيبي - نهار ضاوى فايز النخيش العتيبي - نوري خلف شاوي عبد الله القلاف - وليد خالد سعيد علوه العنزي |

## شطب المرشحين
شكلت وزارة الداخلية لجنة لفحص طلبات الترشيح لعضوية مجلس الأمة. وقامت هذه اللجنة بدراسة ملفات المرشحين ومدى تحقق الشروط الواجبة في قانون الانتخاب. وتقوم هذه اللجنة برفع التوصيات لوزير الداخلية لعمل اللازم. ونتيجة لتوصيات اللجنة قامت وزارة الداخلية بشطب 15 مرشح لمجلس الأمة وهم:
| - مانع محمد مبارك العجمي - عواطف عبد المجيد الماجد - محمد عبد الأمير احمد حسن الحداد - عماد جاسم بوحمره - عيسى ناصر عويس العجمي | - محمد راشد عبد الله الحفيتي - عبد الحميد عباس دشتي - عبد الله غازي العطار - محمد احمد البلوشي - مستحب علي فهد الشويع | - صباح محمد رمضان رجب - عادل علي سلطان المهيد - عبد الله يوسف إسماعيل صالح - محمد سالم الجويهل - فيصل علي مسلم العتيبي |

قام أغلب المشطوبين بالتظلم من قرار الشطب لدى القضاء، وأعيد إدراج ترشيح معظمهم ما عدى أربعة مشطوبين، اثنان في الدائرة الخامسة، وواحد في الدائرة الأولى وآخر في الدائرة الثالثة.

## أسماء الفائزين حسب الدوائر

### الدائرة الأولى
- فيصل الدويسان 14094 صوتاً
- حسين القلاف 11394 صوتاً
- محمد الكندري 11305 صوتاً
- أسامة عيسى الشاهين 10872 صوتاً
- عبد الحميد عباس دشتي 9709 صوتاً
- صالح أحمد عاشور 9622 صوتاً
- أحمد لاري 8164 صوتاً
- عادل الدمخي 8090 صوتاً
- عدنان سيد عبد الصمد 7812 صوتاً
- عبد الله الطريجي 7619 صوتاً

### الدائرة الثانية
- جمعان ظاهر الحربش 8475 صوتاً
- رياض أحمد العدساني 6401 صوتاً
- محمد جاسم الصقر 6198 صوتاً
- علي فهد الراشد 6148 صوتاً
- مرزوق علي الغانم 5667 صوتاً
- حمد محمد المطر 5624 صوتاً
- عبد الرحمن فهد العنجري 5537 صوتًا
- عدنان إبراهيم المطوع 5064 صوتاً
- خالد سلطان بن عيسى 4778 صوتاً
- عبد اللطيف العميري 4643 صوتاً

### الدائرة الثالثة
- فيصل علي المسلم 16383 صوتاً
- فيصل صالح اليحيى 11771 صوتاً
- وليد مساعد الطبطبائي 11175 صوتاً
- محمد حسين الدلال 10802 صوتاً
- أحمد عبد العزيز السعدون 9950 صوتاً
- علي صالح العمير 9911 صوتاً
- شايع عبد الرحمن الشايع 8959 صوتاً
- نبيل نوري الفضل 8675 صوتاً
- محمد سالم الجويهل 8331 صوتاً
- عمار محمد العجمي 6797 صوتاً

### الدائرة الرابعة
- مسلم محمد البراك 30118 صوتاً
- محمد هايف المطيري 25585 صوتاً
- عبيد الوسمي 22068 صوتاً
- مبارك الوعلان 14593 صوتاً
- علي سالم الدقباسي 14371 صوتاً
- محمد الخليفة 10898 صوتاً
- شعيب المويزري 10781 صوتاً
- أسامة المناور 10591 صوتاً
- سعد الخنفور 8379 صوتاً
- محمد سليمان الهطلاني 7251 صوتاً

### الدائرة الخامسة
- فلاح مطلق الصواغ 26871 صوتاً
- خالد الطاحوس 22748 صوتاً
- بدر زايد الداهوم 15027 صوتاً
- أحمد مطيع العازمي 14675 صوتاً
- الصيفي مبارك الصيفي 14666 صوتاً
- نايف المرداس العجمي 13747 صوتاً
- عبد الله حشر البرغش 13705 صوتاً
- خالد شخير المطيري 12560 صوتاً
- سالم نملان العازمي 12052 صوتاً
- مناور العازمي 11326 صوتاً